# ريو سونغ ريونغ
ريو سونغ ريونغ (بالهانغل: 류성룡، وبالهانجا: 柳成龍. ولد في 1542 ومات في 1607) هو عالم ومسؤول حكومي في مملكة جوسون. في سنة 1592 أصبح ريو رئيس وزراء جوسون. كان ريو من أعضاء الفصيل الشرقي وتابعاً لإي هوانغ.